# Walter Bossier
Walter Bossier (Brugge, 6 september 1898 - 17 juni 1977) was bibliothecaris van de stadsbibliotheek van Brugge.

## Levensloop
Bossier was de zoon van handelaar in schoenen, pantoffels en sportartikelen Arthur Bossier (1869-1951), gevestigd in de Zuidzandstraat en van Leontine Margot (1868-1942). Arthur was activist tijdens de  Eerste Wereldoorlog en zijn winkel werd na de Bevrijding geplunderd. De oudste zoon, Herman Bossier (1897-1970), werd journalist bij De Standaard en Walter, na humaniorastudies aan het Sint-Lodewijkscollege (retorica 1928) ging werken bij zijn vader. In 1937 nam hij de zaak over, maar de handel lag hem niet en hij zocht naar andere activiteiten.
In 1926 was hij een van de stichters van de Gidsenbond van Brugge. Hij schreef zich in voor de gidsencursus en verkreeg zijn diploma van gids in 1928. Met hem kregen 19 andere Bruggelingen het gidsendiploma, allen onderwijzers en onderwijzeressen. Toen in 1937 de Gidsenbond het statuut van vereniging zonder winstgevend doel aannam, werd Bossier vermeld als penningmeester.
Vele jaren was Bossier ook actief als 'herbergvader' van de Brugse Jeugdherberg die gevestigd was in het Huis De Crone op de Sint-Jansplaats.
In 1941 was Alfons De Poorter al twee jaar overleden toen een vergelijkend examen voor stadsbibliothecaris werd uitgeschreven. Bossier nam eraan deel en kwam er als eerste uit. Hij werd benoemd nog voor Groot-Brugge tot stand kwam. Hij doekte de zaak in de Zuidzandstraat op en kwam aan het hoofd van een relatief ingeslapen instelling. Hij deed geen buitenmatige inspanningen om er het leven van te bevorderen en werd hierin door het toenmalige stadsbestuur ook niet aangemoedigd. Alleen gedurende een korte periode werd in oorlogstijd een embryo van uitleenbibliotheek opgericht. De hoofddoelstelling bleef, met de steun van een uit notabelen samengestelde bibliotheekcommissie, de wetenschappelijke bibliotheek met zijn kostbare werken zo zorgvuldig mogelijk te bewaren en de kleine leeszaal voor te behouden aan geschiedkundige vorsers. In 1963 werd hij opgevolgd door Jan Vandamme die al enkele jaren zijn adjunct was.
Walter Bossier bleef ongehuwd en woonde in de Joost de Damhoudersstraat, samen met zijn eveneens ongehuwde zus Elza (1900-1979). Hij stierf na een langdurige ziekte.

## Werk
Van Walter Bossier wordt bewaard in de Provinciale bibliotheek en archief, Jan van Eyckplein, Brugge:
- Dagboek vanaf 1 oogst van 't Oorlogsjaar 1918 (tot 28 november 1918).